# Mike Commodore
Michael W. Commodore, född 7 november 1979 i Fort Saskatchewan, Alberta, är en kanadensisk före detta professionell ishockeyspelare. Commodore spelade som försvarsspelare för NHL-lagen New Jersey Devils, Calgary Flames, Carolina Hurricanes, Ottawa Senators, Columbus Blue Jackets, Detroit Red Wings och Tampa Bay Lightning. Han har dessutom spelat för ett antal AHL-lag samt för Admiral Vladivostok i KHL.
Mike Commodore valdes som 42:a spelare totalt i NHL-draften 1999 av New Jersey Devils.
Säsongen 2003–04 spelade han Stanley Cup-final med Calgary Flames mot Tampa Bay Lightning, även om han endast användes sparsamt i fyra av de sju finalmatcherna. Han vann Stanley Cup med Carolina Hurricanes säsongen 2005–06. Han var också med och vann VM-guld med Kanada 2007.

## Osämja med Mike Babcock
Commodore har haft en publik fejd med ishockeytränaren Mike Babcock (som bland annat vunnit Stanley Cup med Detroit Red Wings 2008 och OS-guld med Kanadas landslag 2014) som tog sin början när Commodore spelade för Cincinnati Mighty Ducks (Anaheim Mighty Ducks farmarlag) i AHL säsongen 2002–03. Babcock, som tränade Anaheim Mighty Ducks säsongen 2002–03, ska ha petat Commodore från NHL-laget med motiveringen att han var för otränad. Deras vägar korsades igen säsongen 2011–12 när Commodore skrev på för Detroit Red Wings där han endast fick spela 17 matcher.
När Babcock fick sparken som tränare för Toronto Maple Leafs den 20 november 2019 postade Commodore en rad inlägg på den sociala medie-plattformen Twitter där han var kritisk till Babcock och använde en hel del fula ord för att beskriva sin tidigare tränare. Bland annat skrev Commodore att han "hade drömt i åratal om denna stund" och menade även att Babcock fått sparken från Toronto Maple Leafs eftersom hans spelare tröttnat på honom och slutat göra sitt bästa under hans tränarskap.

## Statistik

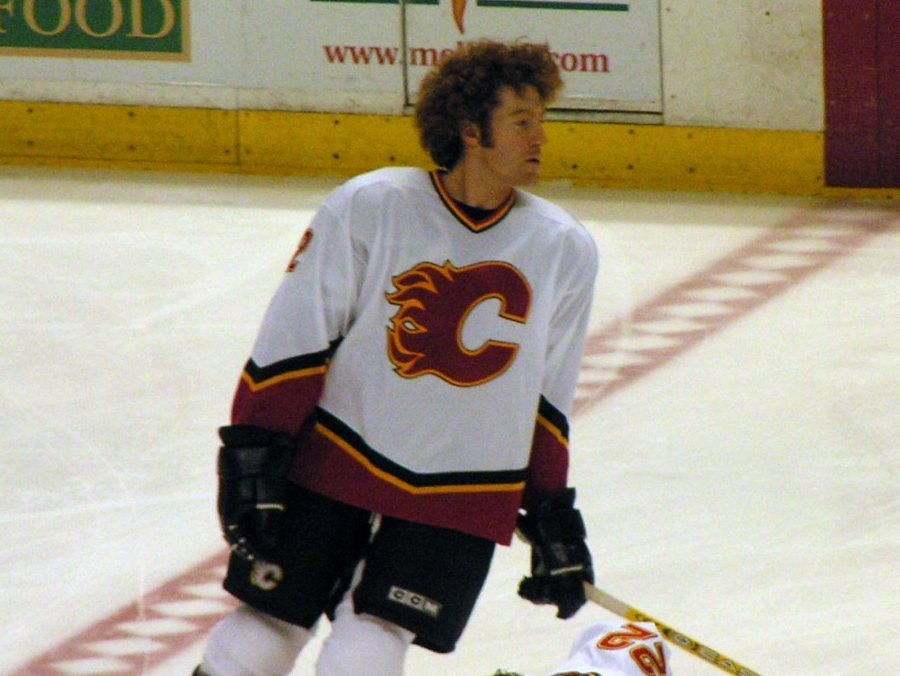
Commodore med Calgary Flames säsongen 2003–04.

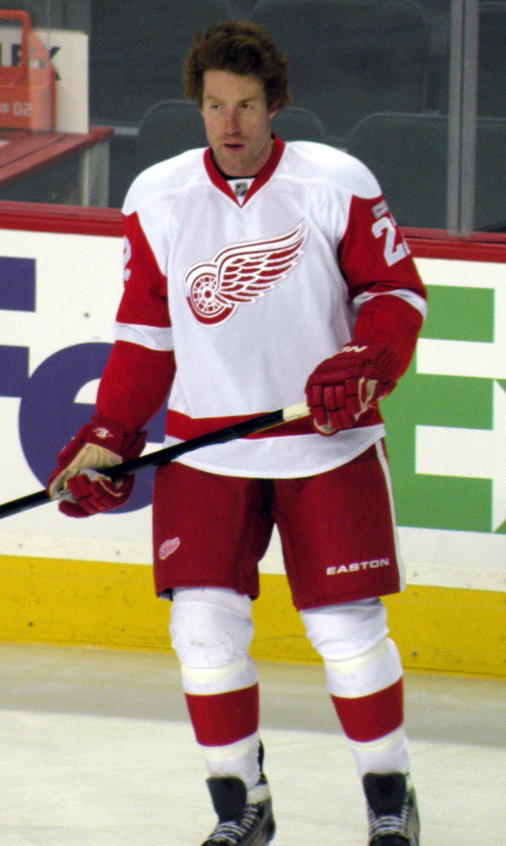
Commodore med Detroit Red Wings 2012.

WCHA = Western Collegiate Hockey Association

### Klubbkarriär
| 1997–98    | North Dakota Fighting Sioux | WCHA       | 29  | 0  | 5  | 5   | 74  | —  | — | — | — | —  |
| 1998–99    | North Dakota Fighting Sioux | WCHA       | 39  | 5  | 8  | 13  | 154 | —  | — | — | — | —  |
| 1999–00    | North Dakota Fighting Sioux | WCHA       | 38  | 5  | 7  | 12  | 154 | —  | — | — | — | —  |
| 2000–01    | Albany River Rats           | AHL        | 41  | 2  | 5  | 7   | 59  | —  | — | — | — | —  |
| 2000–01    | New Jersey Devils           | NHL        | 20  | 1  | 4  | 5   | 14  | —  | — | — | — | —  |
| 2001–02    | Albany River Rats           | AHL        | 14  | 0  | 3  | 3   | 31  | —  | — | — | — | —  |
| 2001–02    | New Jersey Devils           | NHL        | 37  | 0  | 1  | 1   | 30  | —  | — | — | — | —  |
| 2002–03    | Cincinnati Mighty Ducks     | AHL        | 61  | 2  | 9  | 11  | 210 | —  | — | — | — | —  |
| 2002–03    | Saint John Flames           | AHL        | 7   | 0  | 3  | 3   | 18  | —  | — | — | — | —  |
| 2002–03    | Calgary Flames              | NHL        | 6   | 0  | 1  | 1   | 19  | —  | — | — | — | —  |
| 2003–04    | Lowell Lock Monsters        | AHL        | 37  | 5  | 11 | 16  | 75  | —  | — | — | — | —  |
| 2003–04    | Calgary Flames              | NHL        | 12  | 0  | 0  | 0   | 25  | 20 | 0 | 2 | 2 | 19 |
| 2004–05    | Lowell Lock Monsters        | AHL        | 73  | 6  | 29 | 35  | 175 | 11 | 1 | 2 | 3 | 18 |
| 2005–06    | Carolina Hurricanes         | NHL        | 72  | 3  | 10 | 13  | 138 | 25 | 2 | 2 | 4 | 33 |
| 2006–07    | Carolina Hurricanes         | NHL        | 82  | 7  | 22 | 29  | 113 | —  | — | — | — | —  |
| 2007–08    | Carolina Hurricanes         | NHL        | 41  | 3  | 9  | 12  | 74  | —  | — | — | — | —  |
| 2007–08    | Ottawa Senators             | NHL        | 26  | 0  | 2  | 2   | 26  | 4  | 0 | 2 | 2 | 0  |
| 2008–09    | Columbus Blue Jackets       | NHL        | 81  | 5  | 19 | 24  | 100 | 4  | 0 | 0 | 0 | 18 |
| 2009–10    | Columbus Blue Jackets       | NHL        | 57  | 2  | 9  | 11  | 62  | —  | — | — | — | —  |
| 2010–11    | Columbus Blue Jackets       | NHL        | 20  | 2  | 4  | 6   | 44  | —  | — | — | — | —  |
| 2010–11    | Springfield Falcons         | AHL        | 11  | 0  | 2  | 2   | 20  | —  | — | — | — | —  |
| 2011–12    | Detroit Red Wings           | NHL        | 17  | 0  | 2  | 2   | 21  | —  | — | — | — | —  |
| 2011–12    | Tampa Bay Lightning         | NHL        | 13  | 0  | 0  | 0   | 17  | —  | — | — | — | —  |
| 2012–13    | Hamilton Bulldogs           | AHL        | 17  | 0  | 2  | 2   | 26  | —  | — | — | — | —  |
| 2012–13    | Texas Stars                 | AHL        | 5   | 2  | 0  | 2   | 4   | 1  | 0 | 0 | 0 | 0  |
| 2013–14    | Admiral Vladivostok         | KHL        | 27  | 2  | 2  | 4   | 20  | 4  | 1 | 1 | 2 | 6  |
| NHL totalt | NHL totalt                  | NHL totalt | 484 | 23 | 83 | 106 | 683 | 53 | 2 | 6 | 8 | 70 |

### Internationellt
| År            | Lag           | Turnering     | Matcher | Mål | Assist | Poäng | Utv |
| ------------- | ------------- | ------------- | ------- | --- | ------ | ----- | --- |
| 2007          | Kanada        | VM            | 9       | 0   | 2      | 2     | 14  |
| Senior totalt | Senior totalt | Senior totalt | 9       | 0   | 2      | 2     | 14  |